# Llista d'asteroides/76201–76300
| Nom           | Designació provisional | Data de descobriment | Lloc de descobriment | Descobridor/s               |
| ------------- | ---------------------- | -------------------- | -------------------- | --------------------------- |
| 76201 -       | 2000 EM53              | 8 de març, 2000      | Kitt Peak            | Spacewatch                  |
| 76202 -       | 2000 ER53              | 8 de març, 2000      | Kitt Peak            | Spacewatch                  |
| 76203 -       | 2000 ER54              | 10 de març, 2000     | Kitt Peak            | Spacewatch                  |
| 76204 -       | 2000 EF56              | 8 de març, 2000      | Socorro              | LINEAR                      |
| 76205 -       | 2000 EV56              | 8 de març, 2000      | Socorro              | LINEAR                      |
| 76206 -       | 2000 ES59              | 10 de març, 2000     | Socorro              | LINEAR                      |
| 76207 -       | 2000 EW59              | 10 de març, 2000     | Socorro              | LINEAR                      |
| 76208 -       | 2000 EZ59              | 10 de març, 2000     | Socorro              | LINEAR                      |
| 76209 -       | 2000 ES61              | 10 de març, 2000     | Socorro              | LINEAR                      |
| 76210 -       | 2000 ET61              | 10 de març, 2000     | Socorro              | LINEAR                      |
| 76211 -       | 2000 ED63              | 10 de març, 2000     | Socorro              | LINEAR                      |
| 76212 -       | 2000 EL63              | 10 de març, 2000     | Socorro              | LINEAR                      |
| 76213 -       | 2000 ET64              | 10 de març, 2000     | Socorro              | LINEAR                      |
| 76214 -       | 2000 EV64              | 10 de març, 2000     | Socorro              | LINEAR                      |
| 76215 -       | 2000 ET65              | 10 de març, 2000     | Socorro              | LINEAR                      |
| 76216 -       | 2000 EO66              | 10 de març, 2000     | Socorro              | LINEAR                      |
| 76217 -       | 2000 EC67              | 10 de març, 2000     | Socorro              | LINEAR                      |
| 76218 -       | 2000 ER67              | 10 de març, 2000     | Socorro              | LINEAR                      |
| 76219 -       | 2000 ER68              | 10 de març, 2000     | Socorro              | LINEAR                      |
| 76220 -       | 2000 EY68              | 10 de març, 2000     | Socorro              | LINEAR                      |
| 76221 -       | 2000 EH69              | 10 de març, 2000     | Socorro              | LINEAR                      |
| 76222 -       | 2000 EL69              | 10 de març, 2000     | Socorro              | LINEAR                      |
| 76223 -       | 2000 EX69              | 10 de març, 2000     | Socorro              | LINEAR                      |
| 76224 -       | 2000 EY69              | 10 de març, 2000     | Socorro              | LINEAR                      |
| 76225 -       | 2000 EC70              | 10 de març, 2000     | Socorro              | LINEAR                      |
| 76226 -       | 2000 EO70              | 10 de març, 2000     | Socorro              | LINEAR                      |
| 76227 -       | 2000 EM71              | 9 de març, 2000      | Kitt Peak            | Spacewatch                  |
| 76228 -       | 2000 EH75              | 9 de març, 2000      | Socorro              | LINEAR                      |
| 76229 -       | 2000 EK75              | 4 de març, 2000      | Fair Oaks Ranch      | J. V. McClusky              |
| 76230 -       | 2000 EP75              | 4 de març, 2000      | Socorro              | LINEAR                      |
| 76231 -       | 2000 ET75              | 5 de març, 2000      | Socorro              | LINEAR                      |
| 76232 -       | 2000 EU78              | 5 de març, 2000      | Socorro              | LINEAR                      |
| 76233 -       | 2000 EX78              | 5 de març, 2000      | Socorro              | LINEAR                      |
| 76234 -       | 2000 EQ79              | 5 de març, 2000      | Socorro              | LINEAR                      |
| 76235 -       | 2000 EY80              | 5 de març, 2000      | Socorro              | LINEAR                      |
| 76236 -       | 2000 ED81              | 5 de març, 2000      | Socorro              | LINEAR                      |
| 76237 -       | 2000 EO81              | 5 de març, 2000      | Socorro              | LINEAR                      |
| 76238 -       | 2000 EU81              | 5 de març, 2000      | Socorro              | LINEAR                      |
| 76239 -       | 2000 EF82              | 5 de març, 2000      | Socorro              | LINEAR                      |
| 76240 -       | 2000 EP82              | 5 de març, 2000      | Socorro              | LINEAR                      |
| 76241 -       | 2000 EQ82              | 5 de març, 2000      | Socorro              | LINEAR                      |
| 76242 -       | 2000 ED84              | 5 de març, 2000      | Socorro              | LINEAR                      |
| 76243 -       | 2000 EJ85              | 8 de març, 2000      | Socorro              | LINEAR                      |
| 76244 -       | 2000 EW85              | 8 de març, 2000      | Socorro              | LINEAR                      |
| 76245 -       | 2000 EN86              | 8 de març, 2000      | Socorro              | LINEAR                      |
| 76246 -       | 2000 EX86              | 8 de març, 2000      | Socorro              | LINEAR                      |
| 76247 -       | 2000 EM87              | 8 de març, 2000      | Socorro              | LINEAR                      |
| 76248 -       | 2000 ES87              | 8 de març, 2000      | Socorro              | LINEAR                      |
| 76249 -       | 2000 EV87              | 8 de març, 2000      | Socorro              | LINEAR                      |
| 76250 -       | 2000 EJ88              | 9 de març, 2000      | Socorro              | LINEAR                      |
| 76251 -       | 2000 EK91              | 9 de març, 2000      | Socorro              | LINEAR                      |
| 76252 -       | 2000 EJ93              | 9 de març, 2000      | Socorro              | LINEAR                      |
| 76253 -       | 2000 ER93              | 9 de març, 2000      | Socorro              | LINEAR                      |
| 76254 -       | 2000 ET93              | 9 de març, 2000      | Socorro              | LINEAR                      |
| 76255 -       | 2000 EQ94              | 9 de març, 2000      | Socorro              | LINEAR                      |
| 76256 -       | 2000 ET94              | 9 de març, 2000      | Socorro              | LINEAR                      |
| 76257 -       | 2000 EA97              | 10 de març, 2000     | Socorro              | LINEAR                      |
| 76258 -       | 2000 EZ98              | 10 de març, 2000     | Kitt Peak            | Spacewatch                  |
| 76259 -       | 2000 EZ100             | 12 de març, 2000     | Kitt Peak            | Spacewatch                  |
| 76260 -       | 2000 ES102             | 14 de març, 2000     | Kitt Peak            | Spacewatch                  |
| 76261 -       | 2000 EU103             | 12 de març, 2000     | Socorro              | LINEAR                      |
| 76262 -       | 2000 EV104             | 14 de març, 2000     | Socorro              | LINEAR                      |
| 76263 -       | 2000 EY104             | 11 de març, 2000     | Anderson Mesa        | LONEOS                      |
| 76264 -       | 2000 EZ104             | 11 de març, 2000     | Anderson Mesa        | LONEOS                      |
| 76265 -       | 2000 EB105             | 11 de març, 2000     | Anderson Mesa        | LONEOS                      |
| 76266 -       | 2000 EE105             | 11 de març, 2000     | Anderson Mesa        | LONEOS                      |
| 76267 -       | 2000 EN105             | 11 de març, 2000     | Anderson Mesa        | LONEOS                      |
| 76268 -       | 2000 EU105             | 11 de març, 2000     | Anderson Mesa        | LONEOS                      |
| 76269 -       | 2000 EM107             | 8 de març, 2000      | Socorro              | LINEAR                      |
| 76270 -       | 2000 ED110             | 8 de març, 2000      | Haleakala            | NEAT                        |
| 76271 -       | 2000 EH110             | 8 de març, 2000      | Haleakala            | NEAT                        |
| 76272 De Jong | 2000 EJ110             | 8 de març, 2000      | Haleakala            | NEAT                        |
| 76273 -       | 2000 EZ111             | 9 de març, 2000      | Socorro              | LINEAR                      |
| 76274 -       | 2000 EJ112             | 9 de març, 2000      | Socorro              | LINEAR                      |
| 76275 -       | 2000 EW113             | 9 de març, 2000      | Socorro              | LINEAR                      |
| 76276 -       | 2000 EQ114             | 9 de març, 2000      | Kvistaberg           | Uppsala-DLR Asteroid Survey |
| 76277 -       | 2000 ER114             | 9 de març, 2000      | Kvistaberg           | Uppsala-DLR Asteroid Survey |
| 76278 -       | 2000 EP115             | 10 de març, 2000     | Kitt Peak            | Spacewatch                  |
| 76279 -       | 2000 ET116             | 10 de març, 2000     | Socorro              | LINEAR                      |
| 76280 -       | 2000 EK117             | 11 de març, 2000     | Anderson Mesa        | LONEOS                      |
| 76281 -       | 2000 EM118             | 11 de març, 2000     | Anderson Mesa        | LONEOS                      |
| 76282 -       | 2000 EG119             | 11 de març, 2000     | Anderson Mesa        | LONEOS                      |
| 76283 -       | 2000 ET119             | 11 de març, 2000     | Anderson Mesa        | LONEOS                      |
| 76284 -       | 2000 EC120             | 11 de març, 2000     | Anderson Mesa        | LONEOS                      |
| 76285 -       | 2000 EE121             | 11 de març, 2000     | Anderson Mesa        | LONEOS                      |
| 76286 -       | 2000 EK121             | 11 de març, 2000     | Anderson Mesa        | LONEOS                      |
| 76287 -       | 2000 EB123             | 11 de març, 2000     | Catalina             | CSS                         |
| 76288 -       | 2000 EJ123             | 11 de març, 2000     | Anderson Mesa        | LONEOS                      |
| 76289 -       | 2000 EG124             | 11 de març, 2000     | Anderson Mesa        | LONEOS                      |
| 76290 -       | 2000 EG125             | 11 de març, 2000     | Anderson Mesa        | LONEOS                      |
| 76291 -       | 2000 EH126             | 11 de març, 2000     | Anderson Mesa        | LONEOS                      |
| 76292 -       | 2000 ER126             | 11 de març, 2000     | Anderson Mesa        | LONEOS                      |
| 76293 -       | 2000 EV127             | 11 de març, 2000     | Anderson Mesa        | LONEOS                      |
| 76294 -       | 2000 EA129             | 11 de març, 2000     | Anderson Mesa        | LONEOS                      |
| 76295 -       | 2000 EY129             | 11 de març, 2000     | Anderson Mesa        | LONEOS                      |
| 76296 -       | 2000 EE130             | 11 de març, 2000     | Anderson Mesa        | LONEOS                      |
| 76297 -       | 2000 EN130             | 11 de març, 2000     | Anderson Mesa        | LONEOS                      |
| 76298 -       | 2000 EC131             | 11 de març, 2000     | Anderson Mesa        | LONEOS                      |
| 76299 -       | 2000 EF132             | 11 de març, 2000     | Socorro              | LINEAR                      |
| 76300 -       | 2000 EA133             | 11 de març, 2000     | Socorro              | LINEAR                      |